# Mlilot
Mlilot (hebrejsky מְלִילוֹת‎, doslova „Zralé obilí“, v oficiálním přepisu do angličtiny Melilot) je vesnice typu mošav v Izraeli, v Jižním distriktu, v Oblastní radě Sdot Negev.

## Geografie
Leží v nadmořské výšce 120 metrů na severozápadním okraji pouště Negev; v oblasti která byla od 2. poloviny 20. století intenzivně zúrodňována a zavlažována a ztratila téměř charakter pouštní krajiny. Jde o zemědělsky obdělávaný pás nedaleko od pásma Gazy, navazující na pobřežní nížinu.
Obec se nachází 22 kilometrů od břehu Středozemního moře, cca 76 kilometrů jihojihozápadně od centra Tel Avivu, cca 74 kilometrů jihozápadně od historického jádra Jeruzalému a 3 kilometry jižně od města Netivot. Mlilot obývají Židé, přičemž osídlení v tomto regionu je etnicky převážně židovské.
Mlilot je na dopravní síť napojen pomocí lokální silnice 2444. Východně od vesnice prochází dálnice číslo 25.

## Dějiny
Mlilot byl založen v roce 1953. Jde o součást jednotně řešeného bloku těsně na sebe navazujících zemědělských vesnic zvaného Šaršeraot. Tvoří jej obce Giv'olim, Ma'agalim, Mlilot, Šaršeret a Šibolim. Původně se mošav pracovně nazýval Šaršeret Gimel ('שרשרת ג). Nynější název je odvozen od biblického citátu z Knihy Deuteronomium 23,26: „Když vejdeš do obilí svého bližního, smíš si rukou natrhat klasů, ale nebudeš obilí svého bližního žnout srpem“
Zakladateli vesnice byla skupina Židů z Íránu, napojených na náboženskou sionistickou organizaci ha-Po'el ha-Mizrachi, kteří se zde usadili 5. dubna 1953. Před založením vesnice pobývali v provizorních přistěhovaleckých táborech. Zpočátku byly ekonomické podmínky ve vesnici složité. Teprve v roce 1967 začal mošav exportovat svou produkci. Do té šlo primárně o zemědělskou výrobu pro vlastní potřebu. Od roku 1982 začal mošav hospodařit individuálně a zbavil se většiny družstevních prvků. Místní rolníci se soustředili na pěstování zeleniny a květin. Během 80. let 20. století ale vesnice prožívala hospodářské těžkosti. Zisky navíc pohlcovala inflace, která tehdy v Izraeli stoupala.
Místní ekonomika je založena na zemědělství (pěstování květin, zeleniny, polních plodin a citrusů, chov dobytka). Vesnice má potíže s plánovanou stavební expanzí, protože není dořešena otázka dluhů, které obec má u Židovské agentury. Podle jiného zdroje ale už obec nabízí 60 stavebních parcel, z nichž 18 je prodáno. Funguje tu synagoga, mikve a sportovní areály.

## Demografie
Obyvatelstvo mošavu je smíšené, tedy sekulární i nábožensky orientované. Podle údajů z roku 2014 tvořili naprostou většinu obyvatel v Mlilot Židé (včetně statistické kategorie "ostatní", která zahrnuje nearabské obyvatele židovského původu ale bez formální příslušnosti k židovskému náboženství).
Jde o menší obec vesnického typu s dlouhodobě mírně rostoucí populací. K 31. prosinci 2014 zde žilo 252 lidí. Během roku 2014 populace stoupla o 6,3 %.
| Rok            | 1961 | 1972 | 1983 | 1995 | 2001 | 2003 | 2004 | 2005 | 2006 | 2007 | 2008 | 2009 | 2010 | 2011 | 2012 | 2013 | 2014 |
| -------------- | ---- | ---- | ---- | ---- | ---- | ---- | ---- | ---- | ---- | ---- | ---- | ---- | ---- | ---- | ---- | ---- | ---- |
| Počet obyvatel | 352  | 349  | 317  | 259  | 288  | 256  | 248  | 250  | 240  | 266  | 274  | 225  | 228  | 235  | 250  | 237  | 252  |